# LGT Group
Die LGT (Liechtenstein Global Trust) ist ein international tätiges Finanzdienstleistungsunternehmen mit Sitz in Vaduz im Fürstentum Liechtenstein. Die Private Banking und Asset Management Gruppe ist im Besitz des Fürstenhauses von Liechtenstein, das die LGT auch persönlich führt. Maximilian von und zu Liechtenstein ist als CEO der LGT und Philipp von und zu Liechtenstein als Chairman der LGT tätig. Per 31. Dezember 2022 verwaltete die LGT Vermögenswerte von CHF 287.2 Milliarden.

## Geschichte
Die Bank in Liechtenstein (BiL) entstand nach dem Ersten Weltkrieg auf Initiative des Hauses Liechtenstein sowie ehemaliger österreichisch-ungarischer Industrie- und Finanzeliten zunächst als Tochterunternehmen der Anglo-Österreichischen Bank, die hierfür am 30. August 1920 die erforderliche Konzession von der fürstlichen Regierung erhielt. Nach der konstituierenden Generalversammlung am 24. November 1920 nahm die Bank in Liechtenstein im Mai 1921 mit zehn Angestellten, eingemietet im Erdgeschoss des Regierungsgebäudes, ihre Geschäftstätigkeit auf.
Vor dem Hintergrund der Weltwirtschaftskrise erwarb das liechtensteinische Fürstenhaus 1930 auf Ersuchen der Regierung und der BiL die Aktienmehrheit (über 90 %). Im Jahr 1970 wurde die Fürst von Liechtenstein-Stiftung gegründet, die seither das Aktienkapital der Bank hält. Die LGT Bank in Liechtenstein bildet heute den Kern des fürstlichen Vermögens.
Im Jahr 1986 ging die Bank in Liechtenstein an die Börse und eröffnete im selben Jahr eine Repräsentanz in Hongkong. 1989 übernahm die Bank die GT Management plc in London und gründete im Folgejahr die BIL GT Gruppe AG mit Sitz in Vaduz. 1990 wurde Philipp von und zu Liechtenstein Stiftungsratspräsident. 1998 verkaufte die LGT GT und die LGT Gruppe wurde reprivatisiert. Die LGT entschloss sich, zukünftig auf internationales Wachstum zu setzen und bildete zudem die Fürstliche Strategie. Seit 1999 tritt das Unternehmen unter der neuen Marke LGT auf und fokussiert sich auf das Private Banking und Asset Management.
Die LGT baute in den Folgejahren ihr Onshore-Geschäft in den europäischen Kernmärkten sowie in internationalen Wachstumsmärkten wie mit einer Auslandsniederlassung in Singapur aus. 2003 übernahm die LGT von der Swiss Life die Schweizerische Treuhandgesellschaft. Bis 2007 erfolgen die Eröffnungen weiterer Niederlassungen in Wien, Montevideo, Bahrain und Luzern. Auch wurden die LGT Bank (Schweiz) AG, die LGT Bank (Österreich) AG sowie LGT Venture Philanthropy gegründet. 2006 wurde S. D. Prinz Max von und zu Liechtenstein CEO der LGT.
2009 trennte sich die LGT vom Treuhandbereich. Geschäftsfeld ist nun das Private Banking und Asset Management. Im gleichen Jahr kündigte sie die Übernahme der Dresdner Bank (Schweiz) durch die LGT Bank (Schweiz) AG an.
Im April 2011 verhinderte die deutsche Bankenaufsicht (Bafin) den Verkauf der BHF-Bank an LGT „aus Zweifeln am Kaufinteressenten“, die während des gesetzlich vorgeschriebenen Inhaberkontrollverfahrens aufgekommen sein sollen. LGT Group zog sich daraufhin aus Deutschland zurück. Im Dezember 2011 gab die LGT bekannt, dass die deutsche Privatbank Delbrück Bethmann Maffei zu 100 Prozent die Anteile der LGT Bank Deutschland übernehmen wird.
2011 erhielt die LGT Group eine Banklizenz für Hongkong. Ein Jahr später wurde die Niederlassung in Salzburg sowie 2013 eine Tochtergesellschaft in Dubai eröffnet.
2014 übernahm die LGT Bank (Schweiz) AG ein Private-Banking-Portfolio von HSBC Private Bank Suisse und 2016 eine Mehrheitsbeteiligung an Vestra Wealth LLP,  London. 2017 schloss die LGT die Akquisition des Private-Banking-Geschäfts von ABN AMRO in Hongkong, Singapur und Dubai sowie des Geschäfts von European Capital Fund Management erfolgreich ab.
Im Jahr 2019 übernahm LGT Group den indischen Impact-Investor Aspada, der bis dato zu George Soros’ Economic Development Fund gehört hatte. Mit diesem Kauf erhoffte sich LGT den Ausbau ihrer eigenen Impact-Investment-Plattform, LGT Lightstone.
Ebenfalls 2019 gab LGT Group bekannt, wieder ein Büro in Deutschland eröffnen zu wollen. Die Entscheidung fiel schließlich im Jahr 2022 für Hamburg, wobei gegen Ende des Jahres bekannt wurde, dass ebenfalls ein Standort in München aufgebaut werden soll, der als neuer Hauptsitz der deutschen Gesellschaft fungieren soll. Im Juni 2023 gab LGT bekannt, im Folgejahr weitere Standorte in Düsseldorf und Köln eröffnen zu wollen.

## Unternehmensstruktur
Die LGT beschäftigt als Dachgesellschaft insgesamt über 4900 Mitarbeiter an mehr als 25 Standorten in Europa, Asien, Australien und dem Mittleren Osten. Sie gliedert sich in mehrere einzelne Gesellschaften darunter:
| Gesellschaft                                  | Hauptsitz               | Standorte                                                                   |
| --------------------------------------------- | ----------------------- | --------------------------------------------------------------------------- |
| LGT Bank AG                                   | Vaduz, Liechtenstein    | Vaduz, Bendern, Zürich, Genf, Lugano, Chur, Davos                           |
| LGT Bank (Schweiz) AG                         | Basel, Schweiz          | Basel, Bern, Zürich, Lugano, Genf, Dubai                                    |
| LGT Bank AG, Zweigniederlassung (Deutschland) | München, Deutschland    | München, Hamburg                                                            |
| LGT Bank AG, Zweigniederlassung (Österreich)  | Wien, Österreich        | Wien, Salzburg                                                              |
| LGT Bank (Singapore) Ltd.                     | Singapur                | Singapur                                                                    |
| LGT Bank (Hongkong)                           | Hongkong                | Hongkong                                                                    |
| LGT Capital Partners AG                       | Pfäffikon SZ, Schweiz   | Pfäffikon, New York, Dublin, London, Dubai, Peking, Hongkong, Tokio, Sydney |
| LGT Capital Partners (FL) AG                  | Vaduz, Liechtenstein    | Vaduz                                                                       |
| LGT Vestra                                    | London, Grossbritannien | London, Bristol, Jersey                                                     |
| LGT Impact Ventures                           | Zürich, Schweiz         | Zürich                                                                      |
| LGT Venture Philanthropy                      | Zürich, Schweiz         | Zürich                                                                      |
| LGT Financial Services AG                     | Vaduz, Liechtenstein    | Bendern                                                                     |
| Weitere Standorte:                            | Weitere Standorte:      | Bahrain, Irland, Japan                                                      |

## Steueraffäre 2008
Mehrere hundert Kunden der LGT Treuhand, einer ehemaligen Tochtergesellschaft der LGT Group, sind im Februar 2008 ins Visier deutscher Steuerfahnder geraten. Dabei soll es sich nach Regierungsangaben um eine vierstellige Zahl von Verdächtigen handeln, die Steuern in Millionenhöhe hinterzogen haben sollen. Ein Sprecher des damaligen Bundesfinanzministers Peer Steinbrück sagte, es werde gegen «sehr, sehr viele bekannte und weniger bekannte ‹Leistungsträger› wegen Steuerflucht nach Liechtenstein ermittelt». Das Finanzministerium riet Betroffenen zur Selbstanzeige, was das deutsche Strafrecht vorsieht. Die Staatsanwaltschaft Bochum bestätigte, dass bei der Behörde mehrere hundert Strafverfahren anhängig sind. Angaben des Handelsblattes zufolge wurden massenhaft Unterlagen aus der LGT Treuhand übermittelt. In einer Pressemitteilung bestätigte die Bank, dass es im Jahr 2002 bei der Tochter LGT Treuhand einen «Datendiebstahl» gegeben habe.
Auf ihrer Website legte die LGT im Jahr 2008 ihre Ansicht dar, wie der Datendiebstahl 2002 vor sich gegangen sein soll und machte auch Angaben zu dem mutmasslichen Täter, dem bereits zuvor wegen Betrugsverdacht von internationalen Fahndern gesuchten liechtensteinischen Staatsbürger Heinrich Kieber.
Am 16. Dezember 2010 wurden deutsche Strafverfahren gegen die LGT Group und ihre frühere Tochter LGT Treuhand für Zahlung von rund 46 Millionen Euro an die deutsche Staatskasse eingestellt. Mit der Einigung sei aber keine Schuldanerkennung der betroffenen Personen oder der LGT verbunden, betonte Christof Buri, Mediensprecher der LGT Group. Reuters bezeichnete die Einstellung des Verfahrens als Ablasshandel.

## Belege
- Chronik: die Geschichte der LGT (Memento vom 9. Dezember 2011 im Internet Archive)
- Zahlen und Fakten der LGT
- Alexander Meili: LGT Bank in Liechtenstein. In: Historisches Lexikon des Fürstentums Liechtenstein